# Liga de Turquía de waterpolo masculino
La Liga de Turquía de waterpolo masculino es la competición más importante de waterpolo masculino entre clubes turcos.

## Historial
Estos son los ganadores de la liga:
- 2010: Galatasaray Spor Kulübü
- 2009: Galatasaray Spor Kulübü
- 2008: Galatasaray Spor Kulübü
- 2007: Galatasaray Spor Kulübü
- 2006: Galatasaray Spor Kulübü
- 2005: Galatasaray Spor Kulübü
- 2004: Istanbul YIK
- 2003: Galatasaray Spor Kulübü
- 2002: Istanbul YIK
- 2001: Galatasaray Spor Kulübü
- 2000: Galatasaray Spor Kulübü
- 1999: Galatasaray Spor Kulübü
- 1998: Istanbul YIK
- 1997: Galatasaray Spor Kulübü
- 1996: Galatasaray Spor Kulübü
- 1995: Galatasaray Spor Kulübü
- 1994: Galatasaray Spor Kulübü
- 1993: Galatasaray Spor Kulübü
- 1992: Istanbul YIK
- 1991: Galatasaray Spor Kulübü
- 1990: Ankara SSK
- 1989: Istanbul YIK
- 1988: Ankara SSK
- 1987: Istanbul YIK
- 1986: Istanbul YIK
- 1985: Istanbul YIK
- 1984: Istanbul YIK
- 1983: Istanbul YIK
- 1982: Istanbul YIK
- 1981: Istanbul YIK
- 1980: Istanbul YIK
- 1979: Istanbul YIK
- 1978: Istanbul YIK

...
- 1968: Yuzme Ihtisas

...
- 1965: Adana Demirsport[1]
- 1964: Adana Demirsport

...
- 1955: Moda Spor Kulübü[2]